# Gyptian
Gyptian, artistnamn för Windel Beneto Edwards, född 25 oktober 1983 i St. Andrew, Jamaica, är en jamaicansk reggaesångare inom främst subgenrerna dancehall, lovers rock och roots and culture (modern roots reggae), och det som kallas conscious (socialt medveten) dancehall. Sångexterna växlar mellan politiska inlägg, samhällskritik, rastafari och religion samt kärlekslåtar. När Windel var 20 år vann han en talangtävling som gav honom en plats i en större jamaicansk reggaeshow där han framträdde som "Gyptian". Sångaren fick smeknamnet på grund av sin vana att knyta en skjorta runt huvudet och tvinna hakskägget som på bilder av egyptiska faraoner. Året därpå, 2005, fick han sina första två hits – "Is There A Place" och "Serious Times", och den senare låten klättrade upp till första plats på jamaicanska hitlistan och plötsligt stod reggaeproducenterna i kö för att få samarbeta med honom. År 2006 släppte han sitt första album. De följande albumen har haft stora framgångar på reggaelistorna i Karibien, USA, Kanada, Storbritannien och Brasilien och andra länder i Latinamerika. Han är nu en av reggae- och dancehallvärldens största stjärnor med hitlåtar, särskilt ”Hold You” 2010 , samt ”Wine Slow”, ”Beautiful Lady” och ”Nah Let Go”. År 2010 fick han Soul Awards pris som årets bästa reggaeartist i konkurrens med bl.a. Damian Marley. År 2012 framträdde han i Stockholm, Göteborg och Malmö som en del i sin Europaturné tillsammans med Dub Akom Band.

## Biografi
Windel Beneto Edwards började som många jamaicaner uppvuxna utanför huvudstadens slum sjunga som barn i sin mors kyrka. Föräldrarna såg sonens begåvning och kärlek till sången. Hans mor var sjundedagsadventist och hans far rastafarian. Fadern hade lite erfarenhet av marknadsföring av nya artister, så han förstod den träning och det nätverkande som krävdes för att Windel skulle kunna få sin passion som framtida yrke. När sonen var i tonåren tog de honom till Ravin Wong i Portmore, en promotor som förvandlat många oslipade talanger till reggaestjärnor. I början tog den unge Windel inte det hela på allvar, men så småningom förstod han att han måste börja skapa musik. Wong och den legendariske jamaicanske gitarristen Earl Chinna Smith vägledde Windel och skapade ett sound som passade hans röst.
År 2004 vann Gyptian Star Search talangtävling i Portmore, Jamaica. Priset var att då uppträda i den stora reggaeshowen Sting, vilket ledde till inspelningar. I september 2004 släppte Gyptian sitt första album – My Name Is Gyptian. Hans singlar uppmärksammades dock mycket mer. År 2005 släppte han balladen "Serious Times" med nyabinghirytm som klättrade upp på förstaplatsen på den jamaicanska topplistan. Även låten "Is There A Place" hade stora framgångar. Han började jämföras med Sizzla och Luciano vad gäller sångstilen om än inte rösten. Året därpå, 2006, nominerades han som bästa nya underhållare i  International Reggae and World Music Awards. Han hade framgångar med låtarna "Is There a Place", "Beautiful Lady", and den topplistdominerande balladen, "Mama, Don't Cry". År 2007 släppte Gyptian singeln och videon "I Can Feel Your Pain". Sången fanns med på hans andra album 2008  I Can Feel Your Pain. Albumen Hold You år 2010 och Sex, Love And Reggae lyckades ta sig till toppen på reggaelistor i hela världen.

## Diskografi
Studioalbum
- 2006 – My Name Is Gyptian
- 2008 – I Can Feel Your Pain
- 2010 – Hold You
- 2011 – Choices
- 2013 – Sex, Love And Reggae
- 2014 – Relevations